# 世界マスターズ陸上競技選手権大会
世界マスターズ陸上競技選手権大会（せかいマスターズりくじょうきょうぎせんしゅけんたいかい、英語: World Masters Athletics Championships）は、世界マスターズ陸上競技協会（WMA）が主催する、35歳以上の陸上競技選手を対象とした隔年開催の陸上競技大会。 
第1回大会は1975年8月11日にカナダのトロントで開催され、以降奇数年の開催となった。2011年7月に、WMAは2016年以降、偶数年にも開催できるように変更した。変更初年の2016年大会の開催地はオーストラリアのパースに決定した。
1992年にはノンスタジア選手権大会（Non-Stadia Championships、後に改称しロード選手権、英語: Road Racing Championships）が追加され、イギリスのバーミンガムで第1回大会が行われた。更に2004年には室内選手権（Indoor Championships）も追加され、ドイツのジンデルフィンゲンで第1回が行われた。

## 大会一覧
| 年   | 開催国           | 開催都市                  | 会場                                                          | 日程                |
| ---- | ---------------- | ------------------------- | ------------------------------------------------------------- | ------------------- |
| 2026 | 韓国             | 大邱                      | 大邱スタジアム                                                | 8月22日 - 9月3日    |
| 2024 | スウェーデン     | イェーテボリ              | Slottsskogsvallen, ウッレヴィ競技場                           | 8月13-25日          |
| 2022 | フィンランド     | タンペレ                  | タンペレ競技場                                                | 6月29日 - 7月10日   |
| 2020 | カナダ           | トロント                  | -                                                             | 中止                |
| 2018 | スペイン         | マラガ                    | Málaga Athletics Stadium                                      | 9月8日 - 9月20日    |
| 2016 | オーストラリア   | パース                    | 西オーストラリア陸上競技場                                    | 10月26日 - 11月6日  |
| 2015 | フランス         | リヨン                    | Stade de Balmont                                              | 8月4日 - 8月16日    |
| 2013 | ブラジル         | ポルト・アレグレ          | PUCRS Campus Central/Centro Estadual de Treinamento Esportivo | 10月15日 - 10月27日 |
| 2011 | アメリカ合衆国   | サクラメント              | カリフォルニア州立大学サクラメント校ホーネットスタジアム      | 7月6日 - 7月17日    |
| 2009 | フィンランド     | ラハティ                  | ラハティ・スタジアム                                          | 7月28日 - 8月8日    |
| 2007 | イタリア         | リッチョーネ              | Stadio Italo Nicoletti                                        | 9月4日 - 9月15日    |
| 2005 | スペイン         | サン・セバスティアン      |                                                               | 8月22日 - 9月3日    |
| 2003 | プエルトリコ     | カロリーナ (プエルトリコ) |                                                               | 7月1日 - 7月13日    |
| 2001 | オーストラリア   | ブリズベン                |                                                               | 7月1日 - 7月14日    |
| 1999 | イギリス         | ゲーツヘッド              | ゲーツヘッド国際競技場                                        | 7月29日 - 8月8日    |
| 1997 | 南アフリカ共和国 | ダーバン                  |                                                               | 7月17日 - 7月27日   |
| 1995 | アメリカ合衆国   | バッファロー              | ニューヨーク州立大学バッファロー校                            | 7月13日 - 7月23日   |
| 1993 | 日本             | 宮崎                      | 宮崎県総合運動公園陸上競技場                                  | 10月7日 - 10月17日  |
| 1991 | フィンランド     | トゥルク                  |                                                               | 7月18日 - 7月28日   |
| 1989 | アメリカ合衆国   | ユージーン                | オレゴン大学ヘイワード・フィールド                            | 7月27日 - 8月6日    |
| 1987 | オーストラリア   | メルボルン                |                                                               | 11月29日 - 12月6日  |
| 1985 | イタリア         | ローマ                    |                                                               | 6月22日 - 6月30日   |
| 1983 | プエルトリコ     | サンフアン                |                                                               | 9月23日 - 9月30日   |
| 1981 | ニュージーランド | クライストチャーチ        | クイーン・エリザベス二世公園                                  | 7月7日 - 7月14日    |
| 1979 | ドイツ           | ハノーファー              |                                                               | 7月27日 - 8月2日    |
| 1977 | スウェーデン     | イェーテボリ              | Slottskogsvallen                                              | 8月8日 - 8月13日    |
| 1975 | カナダ           | トロント                  |                                                               | 8月11日 - 8月16日   |

## 室内選手権
| 年   | 開催国         | 開催都市             | 会場                               | 日程              |
| ---- | -------------- | -------------------- | ---------------------------------- | ----------------- |
| 2025 | アメリカ合衆国 | ゲインズビル         |                                    | 3月23日 - 3月30日 |
| 2023 | ポーランド     | トルン               |                                    | 3月25日 - 3月31日 |
| 2019 | ポーランド     | トルン               |                                    | 3月24日 - 3月30日 |
| 2017 | 韓国           | 大邱                 |                                    | 3月19日 - 3月25日 |
| 2014 | ハンガリー     | ブダペスト           |                                    | 3月25日 - 3月30日 |
| 2012 | フィンランド   | ユヴァスキュラ       | Hippos Sports Centre               | 4月3日 - 4月8日   |
| 2010 | カナダ         | カムループス         | Tournament Capital Centre          | 3月1日 - 3月6日   |
| 2008 | フランス       | クレルモン＝フェラン |                                    | 3月17日 - 3月22日 |
| 2006 | オーストリア   | リンツ               |                                    | 3月15日 - 3月20日 |
| 2004 | ドイツ         | ジンデルフィンゲン   | グラスパラスト・ジンデルフィンゲン | 3月10日 - 3月14日 |

## ロード選手権
| 年   | 開催国           | 開催都市               | 日程              |
| ---- | ---------------- | ---------------------- | ----------------- |
| 2012 |                  |                        |                   |
| 2010 |                  |                        |                   |
| 2008 |                  |                        |                   |
| 2006 | イタリア         | リッチョーネ           | 5月24日 - 5月26日 |
| 2004 | ニュージーランド | オークランド・ロトルア | 4月18日 - 5月1日  |
| 2002 | イタリア         | リッチョーネ           | 5月24日 - 5月26日 |
| 2000 | スペイン         | バリャドリッド         |                   |
| 1998 | 日本             | 神戸                   |                   |
| 1996 | ベルギー         | ブルッヘ               |                   |
| 1994 | カナダ           | スカーバロー           | 7月30日 - 7月31日 |
| 1992 | イギリス         | バーミンガム           | 8月29日 - 8月30日 |